# Nine Lessons and Carols
Le Nine Lessons and Carols, chiamate anche Festival of Nine Lessons and Carols o Service of Nine Lessons and Carols, sono un servizio, ovvero una celebrazione liturgica anglicana, tradizionalmente tenuta la Vigilia di Natale, che consiste di nove brevi letture della Bibbia (lessons), intervallate da carole natalizie (carols).
La celebrazione ripercorre la storia della caduta dell'umanità, la promessa del Messia e la nascita di Gesù.

## Storia
Nel 1878 la Royal Cornwall Gazette riferì che il coro della Cattedrale di Truro avrebbe cantato un servizio di canti natalizi alle 22:00 la vigilia di Natale.
Due anni dopo Edward White Benson, a quel tempo vescovo di Truro in Cornovaglia, ma in seguito Arcivescovo di Canterbury, formalizzò il servizio con Nine Lessons per l'uso alla vigilia di Natale (24 dicembre 1880). Il primo servizio ebbe luogo alle 22:00 della vigilia di Natale nella struttura temporanea in legno che fungeva da cattedrale mentre veniva costruita la nuova cattedrale. Oltre 400 persone parteciparono a questo primo servizio. C'è un mito spesso ripetuto che lo scopo del servizio era quello di tenere gli uomini fuori dai pub.
Il servizio è stato successivamente utilizzato ininterrottamente (con modifiche) a Truro dal 1880 ed ha seguito il vescovo Benson nel suo nuovo incarico di arcivescovo di Canterbury nel 1883. Nel mese di dicembre 2013 la cattedrale di Truro mise in scena una ricostruzione delle Nine Lessons with Carols originali del 1880 del Vescovo Benson con il Carols Service cui partecipò un pubblico di oltre 1.500 persone.
La liturgia originale è stata adattata e utilizzata da altre chiese in tutto il mondo. Le lezioni e i canti natalizi ricorrono più spesso nelle chiese anglicane. Tuttavia numerose denominazioni cristiane hanno adottato questo servizio, o una variazione di questo servizio, come parte delle loro celebrazioni natalizie. Nel Regno Unito il servizio è diventato il formato standard per i servizi di vanti natalizi scolastici.
La versione più nota viene trasmessa ogni anno dal King's College, Cambridge, la vigilia di Natale. È caratterizzata da canti natalizi cantati dal famoso Coro del King's College, Cambridge. La Università Brown di Providence, nel Rhode Island, ha celebrato il suo 100° servizio di Lessons and Carols nel 2016, tenendo il suo primo festival un anno prima che il King's College iniziasse il suo. Da Brown la tradizione del festival si è estesa ad altre istituzioni statunitensi, tra cui la Groton School of Groton, Massachusetts, che ha eseguito le sue prime Lessons and Carols nel 1928. La scuola statale completa, la Magdalen College School, a Brackley nel Northamptonshire, ha avuto un servizio di Nine lessons and Carols nella cappella della scuola ogni anno dal 1899. Poterono continuare anche durante entrambe le guerre mondiali poiché il coro era composto da ragazzi della scuola, quando molte cappelle universitarie dovettero temporaneamente sospendere la loro tradizione mentre i loro studenti stavano combattendo in guerra. La scuola tiene ancora ogni anno una tradizionale Nine Lessons and Carols, con un coro della cappella composto da studenti, membri dello staff e membri della comunità scolastica in pensione.

## Servizio presso il King's College di Cambridge
Il primo Festival of Nine Lessons and Carols al King's College di Cambridge fu tenuto alla Vigilia di Natale del 1918. Fu introdotto da Eric Milner-White, il Decano del College, la cui esperienza come cappellano militare lo aveva portato a credere che la Chiesa d'Inghilterra aveva bisogno di un culto più fantasioso. L'ordine del servizio fu adattato dall'ordine creato da Benson per la cattedrale di Truro 38 anni prima, basato su un'idea di Somerset Walpole, all'epoca succentore della cattedrale di Truro e del futuro vescovo di Edimburgo. Il primo servizio al King's seguì in gran parte il piano originale di Benson, incluse le Benedizioni prima di ogni lettura, molte delle quali furono successivamente amalgamate da Milner-White nella sua preghiera di offerta.
La musica al primo servizio del King's fu diretta da Arthur Henry Mann, che fu l'organista dal 1876 al 1929. Il coro aveva 16 voci bianche come specificato negli statuti stabiliti da Enrico VI d'Inghilterra e fino al 1927 le voci degli uomini erano fornite da studiosi corali e impiegati laici. Oggi 14 studenti universitari del Coro del King's College, Cambridge, cantano le parti maschili.
Il servizio fu trasmesso per la prima volta dalla British Broadcasting Corporation nel 1928 e, ad eccezione del 1930, è stato trasmesso ogni anno da allora. Durante gli anni '30 la BBC iniziò a trasmettere il servizio sui suoi programmi oltreoceano. Anche durante la seconda guerra mondiale, nonostante la rimozione della vetrata dalla Cappella e la mancanza di riscaldamento, le trasmissioni continuarono. Per ragioni di sicurezza il nome "King's" non veniva menzionato durante le trasmissioni in tempo di guerra. Dalla seconda guerra mondiale è stato stimato che ogni anno ci sono milioni di ascoltatori in tutto il mondo che ascoltano il servizio dal vivo sul BBC World Service. A livello nazionale il servizio è trasmesso in diretta su BBC Radio 4 e una trasmissione registrata viene effettuata il giorno di Natale su BBC Radio 3. Negli Stati Uniti un servizio del 1954 è stato inserito nel Registro nazionale delle registrazioni dalla Biblioteca del Congresso nel 2008. La trasmissione è stata ascoltata dal vivo su stazioni radio pubbliche affiliate con l'American Public Media dal 1979 e la maggior parte delle stazioni trasmette una replica il giorno di Natale. Dal 1963 il servizio è stato periodicamente filmato per le trasmissioni televisive nel Regno Unito. Attualmente, ogni anno, un programma intitolato Carols from King's viene pre-registrato all'inizio di metà dicembre, poi mostrato alla vigilia di Natale nel Regno Unito su BBC Two e BBC Four. Il programma è più incentrato sui canti natalizi cantati dal coro, con solo sette letture in totale, non tutte provenienti dalla Bibbia.

### Ordine del servizio
Il formato del primo Festival of Nine Lessons and Carols non differiva sostanzialmente da quello conosciuto al King's College di Cambridge oggi. L'ordine delle lezioni è stato rivisto nel 1919 e da quel momento il servizio è sempre iniziato con l'inno "Once in Royal David's City". Oggi il primo verso è cantato senza accompagnamento da un ragazzo corista solista. Per evitare di metterlo sotto stress eccessivo, al corista non viene detto che canterà l'assolo fino a immediatamente prima che il servizio inizi.
Le Nove lezioni, che sono le stesse ogni anno, vengono lette dai rappresentanti del college e della città di Cambridge dalla versione della Bibbia del 1611 autorizzata da Re Giacomo. Il canto è diviso in "canti" che vengono cantati dal coro del King's College di Cambridge e "inni" cantati dal coro e dalla congregazione. Alcuni servizi hanno compreso anche antifone tra i canti e gli inni, come un'esecuzione di "E'en So, Lord Jesus, Quickly Come" nel 2004. Dal 1982 l'attuale direttore musicale, Stephen Cleobury, ha commissionato un nuovo canto ogni anno a nome del College per il Coro. I canti natalizi variano di anno in anno, anche se alcuni brani vengono ripetuti. Il servizio termina con l'inno Hark! The Herald Angels Sing. Quanto segue è dal servizio nel 2008.
- Preludi d'organo
  - Inno processionale: "Once in Royal David's City" – parole di Cecil Frances Alexander; melodia di Henry Gauntlett; armonizzato da Henry Gauntlett e A. H. Mann; discanto di Stephen Cleobury.
- Preghiera di offerta
  - Canto: "If Ye would Hear the Angels Sing" – parole di D. Greenwell; musica di P. Tranchell
- Prima Lezione dalla Genesi 3: 8–19 (letta da un corista)
  - Canto: "Remember, O Thou Man" – parole XVI secolo; musica di Thomas Ravenscroft
  - Canto: "Adam lay ybounden" – parole XV secolo; musica di Boris Ord
- Seconda Lezione dalla Genesi 22: 15–18 (letto da uno studioso corale)
  - Canto: "Angels from the Realms of Glory" – parole di James Montgomery; musica, una vecchia melodia francese arrangiata da Philip S. Ledger
  - Canto: "In Dulci Jubilo" – parole, Tedesco del XIV secolo; musica di Hieronymus Praetorius
- Terza Lezione da Isaiah 9: 2; 6–7 (letta da un rappresentante delle chiese di Cambridge)
  - Canto: "Nowell Sing We Now All and Some" – parole e musica medievali, a cura di John Stevens
  - Inno: "Unto Us is Born a Son" – parole, Latino del XV secolo, tradotto da G.R. Woodward; musica dalle Piæ Cantiones arrangiata da David V. Willcocks

- Quarta Lezione da Isaiah 11: 1–3a; 4a; 6–9 (letta da un rappresentante della città di Cambridge)
  - Canto: "The Lamb" – parole di William Blake; musica di John Tavener
  - Canto: "Lo, How a Rose E'er Blooming" – parole, tedesco del XV secolo, tradotte da C. Winkworth; musica di Philip S. Ledger
- Quinta Lezione dal Vangelo di Luca 1: 26–35; 38 (letta da un rappresentante del college di Eton, gemello del King's College)
  - Canto: "I Sing of a Maiden" – parole, XV secolo; musica di Lennox Berkeley
  - Canto: "The Night when She First Gave Birth" ("Mary") – parole di Bertolt Brecht, tradotte da Michael Hamburger; musica di Dominic Muldowney
- Sesta Lezione da Luca 2: 1; 3–7 (letta dal Cappellano)
  - Canto: "Sweet Baby, Sleep! What Ails My Dear?" ("Wither's Rocking Hymn)" – parole di George Wither; musica di Ralph Vaughan Williams
  - Canto: "What Sweeter Music can We Bring" – parole di Robert Herrick; musica di John Rutter
- Settima Lezione da Luca 2: 8–16 (letta dal direttore musicale)
  - Canto: "Infant Holy, Infant Lowly" – parole, polacco tradizionale, tradotte da Edith M.G. Canna; musica arrangiata da Stephen Cleobury
  - Inno: "God Rest You Merry, Gentlemen" – Inglese tradizionale; arrangiato da David V. Willcocks
- Ottava Lezione dal Vangelo di Matteo 2: 1–12 (letta da un socio del College)
  - Canto: "Illuminare Jerusalem" – parole adattate dal manoscritto di Bannatyne in John e Winifred MacQueen, ''A Choice of Scottish Verse'', 1470-1570 (1972); musica di Judith Weir
  - Canto: "Glory, Alleluia to the Christ Child" – parole del XVII secolo; musica di A. Bullard
- Nona Lezione dal Vangelo di Giovanni 1: 1–14 (letta dal Rettore del College)
  - Inno: "O Come, All Ye Faithful" ("Adeste Fideles") – parole, latino del XVIII secolo, tradotte da Frederick Oakeley; melodia di John Francis Wade, arrangiata da Stephen Cleobury
- Colletta e benedizione
  - Inno: "Hark! The Herald Angels Sing" – parole di Charles Wesley e George Whitefield; musica di Felix Mendelssohn; discanto di Stephen Cleobury
- Brani volontari per organo: "In Dulci Jubilo" (BWV 729) di Johann Sebastian Bach, "Dieu Parmi Nous" di Olivier Messiaen
- Brano finale all'organo

### Canti e brani finali per organo commissionati
| Anno | Titoli                                                                                   | Autori |
| ---- | ---------------------------------------------------------------------------------------- | --- |
| 1983 | In inverno (Quando sei nato in inverno)                                                  | Parole: Betty Askwith Musica: Lennox Berkeley |
| 1984 | One Star, at Last (Fix on one star)                                                      | Parole: George Mackay Brown Musica: Peter Maxwell Davies                                                                                         |
| 1985 | Illuminare Jerusalem                                                                     | Parole: adattato dal manoscritto di Bannatyne in John MacQueen, A Choice of Scottish Verse, 1470-1570, Faber and Faber, 1972 Musica: Judith Weir |
| 1986 | Nowel, Nowel, Holly Dark                                                                 | Parole: Walter de la Mare Musica: Richard Rodney Bennett                                                                                         |
| 1987 | Che musica più dolce possiamo portare                                                    | Parole: Robert Herrick Musica: John Rutter |
| 1988 | Il Compleanno del tuo re (Svegliatevi, il cuore contento, alzarsi e cantare!)            | Parole: Basato su Henry Vaughan Musica: Peter Sculthorpe                                                                                         |
| 1989 | Canto di Santo Stefano                                                                   | Parole: Adattato dai Canti Natalizi di W. Sandys Musica: Alexander Goehr                                                                         |
| 1990 | Богородице Дево, радуйся (Rallegrati, o Vergine Maria)                                   | Parole: la liturgia ortodossa (in Russo) Musica: Arvo Pärt                                                                                       |
| 1991 | Un raduno                                                                                | Parole: Lancelot Andrewes Musica: John Casken |
| 1992 | Swetë Jesu                                                                               | Parole: Anonimo, XIII secolo Musica: Nicholas Maw                                                                                                |
| 1993 | Christo Paremus Cantica                                                                  | Parole: Anonimo, XV secolo Musica: Diana Burrell                                                                                                 |
| 1994 | Gli angeli (Dovresti sentirli cantare tra le stelle)                                     | Parole: John V. Taylor Musica: Jonathan Harvey                                                                                                   |
| 1995 | Seinte Marie Moder Milde                                                                 | Parole: Da un manoscritto del XIII secolo nella Biblioteca del Trinity College, Cambridge Musica: James MacMillan                                |
| 1996 | Gesù pellegrino (Gesù! Cristo! Nella mangiatoia del mio corpo)                           | Parole: Kevin Crossley-Holland Musica: Stephen Paulus                                                                                            |
| 1997 | The Fayrfax Carol                                                                        | Parole: Periodo Tudor, anonimo Musica: Thomas Adès                                                                                               |
| 1998 | Winter Solstice Carol                                                                    | Parole inglesi e musica: Giles Swayne Parole latine: Magnificat antifona per il giorno di Natale                                                 |
| 1999 | Il giorno di Natale al mio cuore                                                         | Parole: Clement Paman Musica: Richard Rodney Bennett                                                                                             |
| 2000 | I tre Re                                                                                 | Parole: I tre Re (1916) di Dorothy L. Sayers Musica: Jonathan Dove                                                                               |
| 2001 | Primavera in inverno                                                                     | Parole: C. Smart, da Hymn & c: La Natività di Nostro Signore e Salvatore Gesù Cristo Musica: John Woolrich                                       |
| 2002 | L'angelo Gabriele discese su una Vergine                                                 | Parole: XV–XVII secolo Musica: Robin Holloway |
| 2003 | The Gleam (Not yet shepherds the gilded kings)                                           | Parole: Stephen Plaice Musica: Harrison Birtwistle                                                                                               |
| 2004 | Dio avrebbe voluto nascere in te (Ecco, nella notte silenziosa un bambino in Dio è nato) | Parole: Angelus Silesius Musica: Judith Bingham                                                                                                  |
| 2005 | Canto: Away in a Manger                                                                  | Parole: XIX secolo Musica: John Tavener |
| 2005 | Postludio all'Organo: Improvvisazione su "Adeste Fideles"                                | Francis Pott |
| 2006 | Canto: Misere' Nobis (Gesù in una fanciulla eri nato)                                    | Parole: una versione di un canto medievale inglese Musica: Mark-Anthony Turnage                                                                  |
| 2006 | Postludio all'Organo: Recessional on "In the Bleak Midwinter"                            | Lionel Steuart Fothringham |
| 2007 | Canto: Noël (Ora arriva l'alba) (Polvere di stelle e luce vaporosa)                      | Parole: Richard Watson Gilder Musica: Brett Dean                                                                                                 |
| 2007 | Postludio all'Organo: Sortie on "In Dulci Jubilo"                                        | David Briggs |
| 2008 | Mary (La notte in cui per la prima volta ha dato alla luce)                              | Parole: Bertolt Brecht, tradotte da Michael Hamburger Musica: Dominic Muldowney                                                                  |
| 2009 | Il Cristo Bambino                                                                        | Parole: GK Chesterton Musica: Gabriel Jackson |
| 2010 | Canto di Natale (Le offerte d'oro che hanno portato)                                     | Parole: Einojuhani Rautavaara, tradotte da Hanni-Mari & Christopher Latham Musica: Einojuhani Rautavaara                                         |
| 2011 | Il Natale ha un'oscurità                                                                 | Parole: Christina Rossetti Musica: Tansy Davies                                                                                                  |
| 2012 | Risuonano, campane selvagge                                                              | Parole: Alfred, Lord Tennyson Musica: Carl Vine                                                                                                  |
| 2013 | Ascolta la voce del Bardo                                                                | Parole: William Blake Musica: Thea Musgrave |
| 2014 | De Virgine Maria                                                                         | Parole: Latino del XII secolo, tradotte da Ronald Knox Musica: Carl Rütti                                                                        |
| 2015 | Il volo                                                                                  | Parole: George Szirtes Musica: Richard Causton                                                                                                   |
| 2016 | This Endernight                                                                          | Parole: Anonimo c.1400 Musica: Michael Berkeley                                                                                                  |
| 2017 | Carol Eliseus                                                                            | Parole: Welsh Musica: Huw Watkins |
| 2018 | O Mercy Divine                                                                           | Parole: Charles Wesley Musica: Judith Weir |

### Partecipazione al servizio personalmente
Il Festival di Nine Lessons and Carols tenuto alla vigilia di Natale presso la King's College Chapel è principalmente destinato alla Città di Cambridge e ai membri del pubblico in generale. Ci sono circa 650 posti nella Cappella per il servizio, molti dei quali sono nell'Anti-Cappella; i posti nel Coro sono in gran parte riservati ai membri del college e ai loro ospiti.
La richiesta di posti supera sempre il numero disponibile. I membri del pubblico sono ammessi al college attraverso il cancello principale di King's Parade dalle 7:30 del mattino (anche se alcuni iniziano la fila la sera prima) e ad ogni persona viene consegnato un opuscolo informativo che deve essere conservato e mostrato al portiere di turno per rientro se desidera lasciare temporaneamente la coda. Le persone che si uniscono alla fila prima delle 9:00 di solito ottengono l'ammissione alla Cappella, ma questo non è garantito. I portieri controllano il numero di persone che si uniscono alla coda e una volta che ci sono tante persone quante sono disponibili posti disponibili, gli altri sono avvisati che è improbabile che saranno in grado di partecipare al servizio. I membri del Collegium Regale (i Choral Scholars del King's College Choir) di solito cantano i canti natalizi per intrattenere le persone che fanno la fila.
È disponibile un numero limitato di posti per le persone che non sono in grado di fare la fila per disabilità o malattia. La domanda per tali posti deve essere presentata entro il 31 ottobre all'assistente personale del Decano del King's College.
Le porte della Cappella vengono aperte alle 13:30 e al pubblico è consentito trovare il proprio posto. Dato che il servizio è trasmesso in diretta da BBC Radio 4, su richiesta della BBC inizia poco dopo le 15:00 e non esattamente all'ora esatta, a causa di un aggiornamento di notizie radio ogni ora. Si conclude alle 16:30 o 16:45 al più presto.

## Servizio alla Groton School

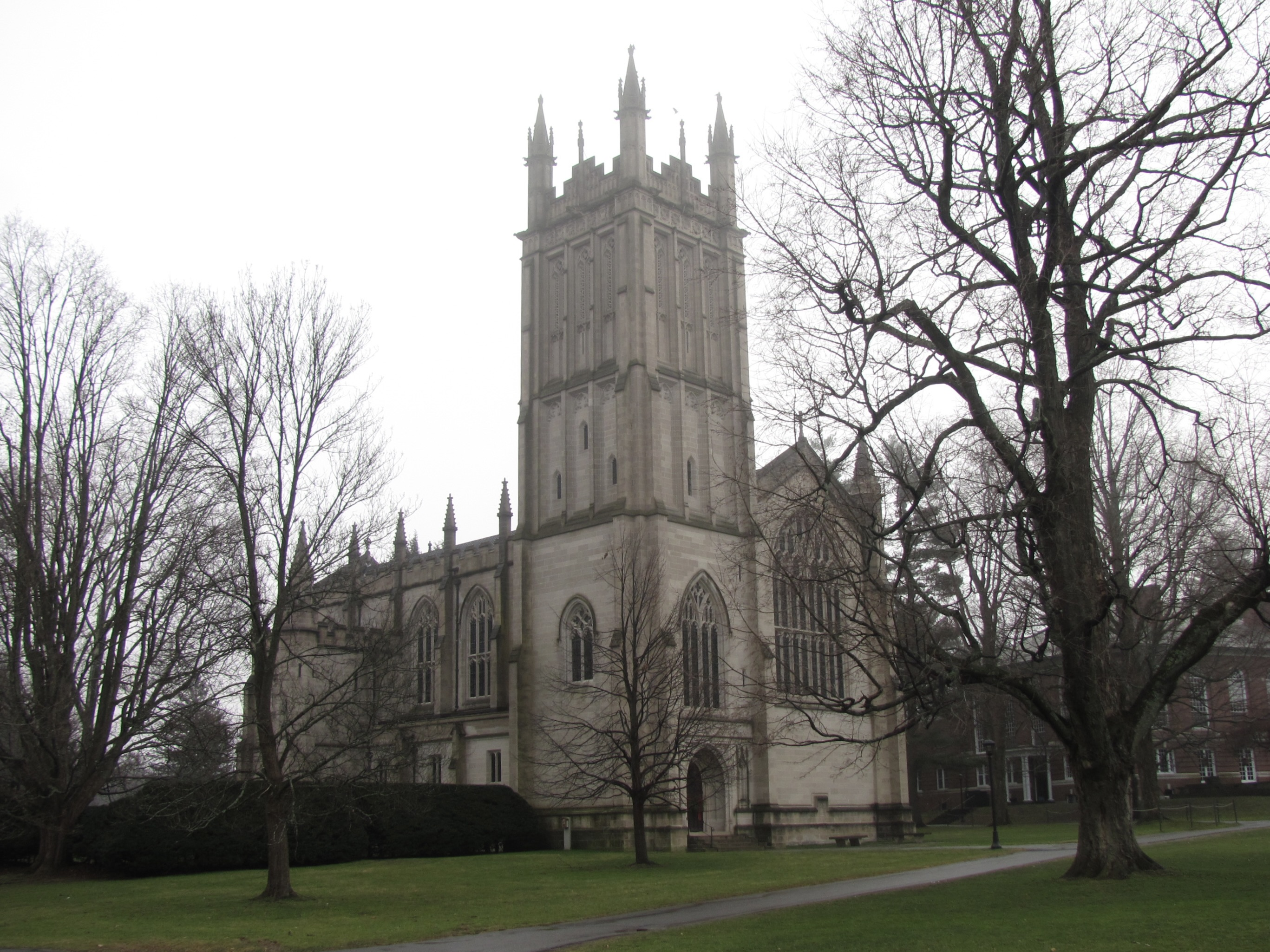
La St. John's Chapel della Groton School, dove si svolge il Festival della Scuola di Nine Lessons and Carols

Il Coro della Groton School, di Groton, Massachusetts, USA, ha presentato un Festival di Nine Lessons and Carols dal 1928, dieci anni dopo l'introduzione del servizio al King's. Groton detiene la distinzione di avere il più vecchio servizio di lezioni e canti natalizi fisso negli Stati Uniti. Si ritiene che il primo organista e maestro di cappella della scuola, Twining Lynes, abbia ascoltato il servizio al King's e poco dopo iniziò la tradizione con il suo coro a Groton. Sin dal suo inizio solo sette organisti hanno presieduto il servizio di Groton. A partire dal 2014 il coro è stato diretto da Dan Moriarty.
Il coro esegue il servizio tre volte per una folla complessiva di oltre 2.000 persone. Il primo servizio è aperto ai residenti di Groton e delle città circostanti, il secondo servizio è per genitori e alunni e l'ultimo servizio è fatto per gli studenti e i docenti e viene trasmesso in diretta sul sito web di Groton. Il servizio di Groton consiste in un preludio dell'orchestra e poi in nove lezioni lette da studenti, docenti e membri della comunità. Intervallati durante le lezioni sono un numero di inni e canzoni cantate dal Coro.

## Servizio alla Chiesa Saint Thomas, Hanover
Il più antico servizio in una chiesa parrocchiale americana è a Saint Thomas in Hanover, nel New Hampshire, dove il Festival di Nine Lessons and Carols è stato presentato ogni anno dal 1935. Diane Meredith Belcher è stata la direttrice musicale (organista & maestra del coro) a Saint Thomas dal 2014; il coro dei bambini è diretto da Sarah Slater.